# Okręg wyborczy Hornsey
Okręg wyborczy Hornsey powstał w 1885 r. i wysyłał do brytyjskiej Izby Gmin jednego deputowanego. Okręg położony był w północnym Londynie. Został zlikwidowany w 1983 r.

## Deputowani do brytyjskiej Izby Gmin z okręgu Hornsey
- 1885–1887: James McGarel-Hogg, Partia Konserwatywna
- 1887–1900: Henry Stephens, Partia Konserwatywna
- 1900–1907: Charles Balfour, Partia Konserwatywna
- 1907–1916: Lawrence Dundas, hrabia Ronaldshay, Partia Konserwatywna
- 1916–1921: Willam Kennedy Jones, Partia Konserwatywna
- 1921–1924: William Ward, wicehrabia Ednam, Partia Konserwatywna
- 1924–1941: Euan Wallace, Partia Konserwatywna
- 1941–1957: David Gammans, Partia Konserwatywna
- 1957–1966: Muriel Gammans, Partia Konserwatywna
- 1966–1983: Hugh Rossi, Partia Konserwatywna